# Magnaporthe
Magnaporthe es un género de hongos ascomicetos en la familia Magnaporthaceae. Varias de las especies son patógenos de los cereales. Este género posee una distribución amplia y contiene cinco especies.